# جوليا بنسون
جوليا بنسون (26 يونيو 1979) هي ممثلة كندية. لعبت شخصية فانيسا جيمس في سلسلة الخيال العلمي Stargate Universe.

## حياتها المبكرة
ولدت جوليا أندرسون في وينيبيغ ، مانيتوبا ، كندا. كانت في طفولتها تلعب الباليه ، تاب ، جاز منذ سن السادسة. تخرجت من جامعة كولومبيا البريطانية (فانكوفر) عام 2001 بدرجة البكالوريوس في المسرح وعلم النفس. تدربت كممثلة في شركة David Mamet's Atlantic Theatre في مدينة نيويورك.

## حياتها المهنية
لعب بنسون دور آنا في فيلم عام 2007 الطريق إلى النصر حول راقصة تقع في حب لاعب كرة قدم غير قادر على الأداء الجنسي بسبب اصابته. تدربت مع راقصة من نادي التعري براندي في فانكوفر ، كولومبيا البريطانية.
من عام 2009 إلى عام 2011 ، ظهرت بينسون في دور الملازم الثاني فانيسا جيمس في موسمي سلسلة الخيال العلمي التلفزيوني Stargate Universe. حصل أدائها في حلقة الموسم الأول من البرنامج "ألم" على جائزة Leo لعام 2010 كـ "أفضل أداء داعم من قبل أنثى في مسلسل درامي"

## التعليم
تعلمت في جامعة كولومبيا البريطانية واخذت درجة البكالوريوس في المسرح وعلم النفس.

## وصلات خارجية
- جوليا بنسون على موقع IMDb (الإنجليزية)
- جوليا بنسون على موقع ألو سيني (الفرنسية)
- جوليا بنسون على موقع أول موفي (الإنجليزية)
- جوليا بنسون على موقع قاعدة بيانات الفيلم (الإنجليزية)